# Acanthaster
Acanthaster (Gervais, 1841) è un genere di stelle marine, unico genere della famiglia Acanthasteridae.

## Tassonomia
Il genere comprende due specie attualmente descritte:
- Acanthaster brevispinus (Fisher, 1917)
- Acanthaster planci (Linnaeus, 1758)

Recenti analisi molecolari hanno suggerito che Acanthaster planci sia in realtà un complesso di specie composto da un massimo di 4 specie diverse che devono ancora essere descritte separatamente (Vogler et al., 2008).
Haszprunar, Vogler & Wörheide (2017) suggeriscono di dividere "A. planci" in:
- Acanthaster benziei (Wörheide, Kaltenbacher, Cowan & Haszprunar, 2022) -- Mar Rosso; ha un massimo di 14 braccia.
- Acanthaster planci (Linnaeus, 1758) -- Oceano Indiano settentrionale (tra cui Maldive, costa occidentale della Thailandia); la colorazione è sempre viola-blu e rosso.
- Acanthaster mauritiensis (de Loriol, 1885) -- Oceano Indiano meridionale (tra cui Mauritius, Zanzibar).
- Acanthaster solaris (Schreber, 1795) -- Oceano Pacifico (tra cui la costa orientale della Thailandia, Indonesia, Australia); ha un massimo di 23 braccia.